# Cindy O'Callaghan
Cindy O'Callaghan (18 ottobre 1956) è un'attrice irlandese naturalizzata britannica.

## Biografia
Ha iniziato la sua carriera nel 1971, quando all'età di 14 anni, fu scelta per interpretare Carrie Rawlins nel film Pomi d'ottone e manici di scopa al fianco di Angela Lansbury. Ha continuato la sua carriera recitando soprattutto in ruoli secondari nelle serie televisive. Termina la sua carriera nel 2000, anno in cui decise di abbandonare il mondo dello spettacolo per frequentare l'Università e diventare psicologa infantile, attività che tuttora svolge.

## Filmografia parziale

### Cinema
- Pomi d'ottone e manici di scopa (Bedknobs and Broomsticks), regia di Robert Stevenson (1971)
- Una strada, un amore (Hanover Street), regia di Peter Hyams (1979)
- Hooligans, regia di Philip Davis (1995)

### Televisione

#### Film
- Dangerous Davies: The Last Detective (1981)
- Il mastino di Baskerville (The Hound of the Baskervilles) (1983)

#### Serie
- Thursday's Child (1972-1973)
- Target (1978)
- Play For Today (1979)
- Angels (1980)
- Fox (1980)
- Triangle (1981)
- Gems (1985-1986)
- No Place Like Home (1986)
- Rockliffe's Babies (1988)
- Rumpole of the Bailey (1988)
- Boon (1989)
- Specials (1991)
- Bergerac (1991)
- Virtual Murder (1992)
- Love Hurts (1993)
- Woof! (1997)
- Casualty (1993; 1995)
- EastEnders (1989–1990; 1994–1995; 1999)
- Metropolitan Police (1992; 1999; 1997; 2001)